# 淺井康宏
淺井 康宏（あさい やすひろ、1933年1月21日 - 2022年8月17日）は、日本の歯学者・植物学者。東京歯科大学名誉教授。日本植物友の会名誉会長。専門は歯科保存学・帰化植物。東京都出身。享年89歳。

## 略歴
1933年、東京の歯科医の家系に生まれる。中学生の時に植物、特に外来植物に興味を持ち久内清孝に師事するも、歯学の道に進む。1958年に東京歯科大学を卒業、同大附属病院歯科保存学講座入職。1971年に同大教授に昇任。保存治療科部長、同大歯科衛生士専門学校校長、同大副学長を歴任。
歯学者として治療・研究のかたわら、夢の島や多摩川河川敷等で帰化植物を調査・研究し、マメアサガオを始め100種以上の和名を名付けたほか、永年に亘り横浜国立大学で帰化植物の講義を行う。

### 役職歴
- 全国歯科衛生士教育協議会 － 4代会長（1997年 - 2002年）
- 日本歯科保存学会 － 会長
- 日本歯科薬物療法学会 － 会長
- 国際口腔インプラント会議 － 3代会長
- 日本植物友の会 － 名誉会長

### 受賞歴
- 1998年、日本歯科医学会会長賞（教育部門）
- 2011年、瑞宝中綬章[3]

## 著作リスト

### 歯学関連
博士論文
- 『グアヤコール及び亜鉛華グアヤコールが歯髄に及ぼす影響に関する臨床病理学的研究』（東京歯科大学、昭和39年、歯学博士）

翻訳書
- 『歯内療法マニュアル -基礎編-』（Thomas P.Serene著、医歯薬出版、1977年）
- 『歯内療法マニュアル -臨床編-』（James R.Jensen, Thomas P.Serene共著、医歯薬出版、1978年）

共監修書
- 『根管治療用器具の有効性と安全性に関する試験』（Leif Tronstad, Stephen P.Niemczyk共著、伊藤彰人共監修、ヨシダ、1987年）

### 植物学関連
- 『緑の侵入者たち -帰化植物のはなし-』（朝日新聞社、1993年）
- 『エイリアン植物記 -帰化植物の素顔と来歴-』（ウッズプレス、2020年）

### 論文
- CiNii>淺井康宏
- 『植物研究雑誌』>淺井康宏

## 出演
ラジオ
- ラジオ深夜便（NHKラジオ第一、2021年4月28日）